# 高墟镇
高墟镇，是中华人民共和国江苏省宿迁市沭阳县下辖的一个乡镇级行政单位。
2021年3月2日，撤销高墟镇、湖东镇，设立新的高墟镇。以原高墟镇、湖东镇的行政区域为新的高墟镇行政区域。

## 行政区划
高墟镇下辖以下地区：
高墟社区、马沟村、刁夏村、邱谷村、穆庄村、三荡村、古泊村、古莲村、纲要村和龙河村。